# فانيريت

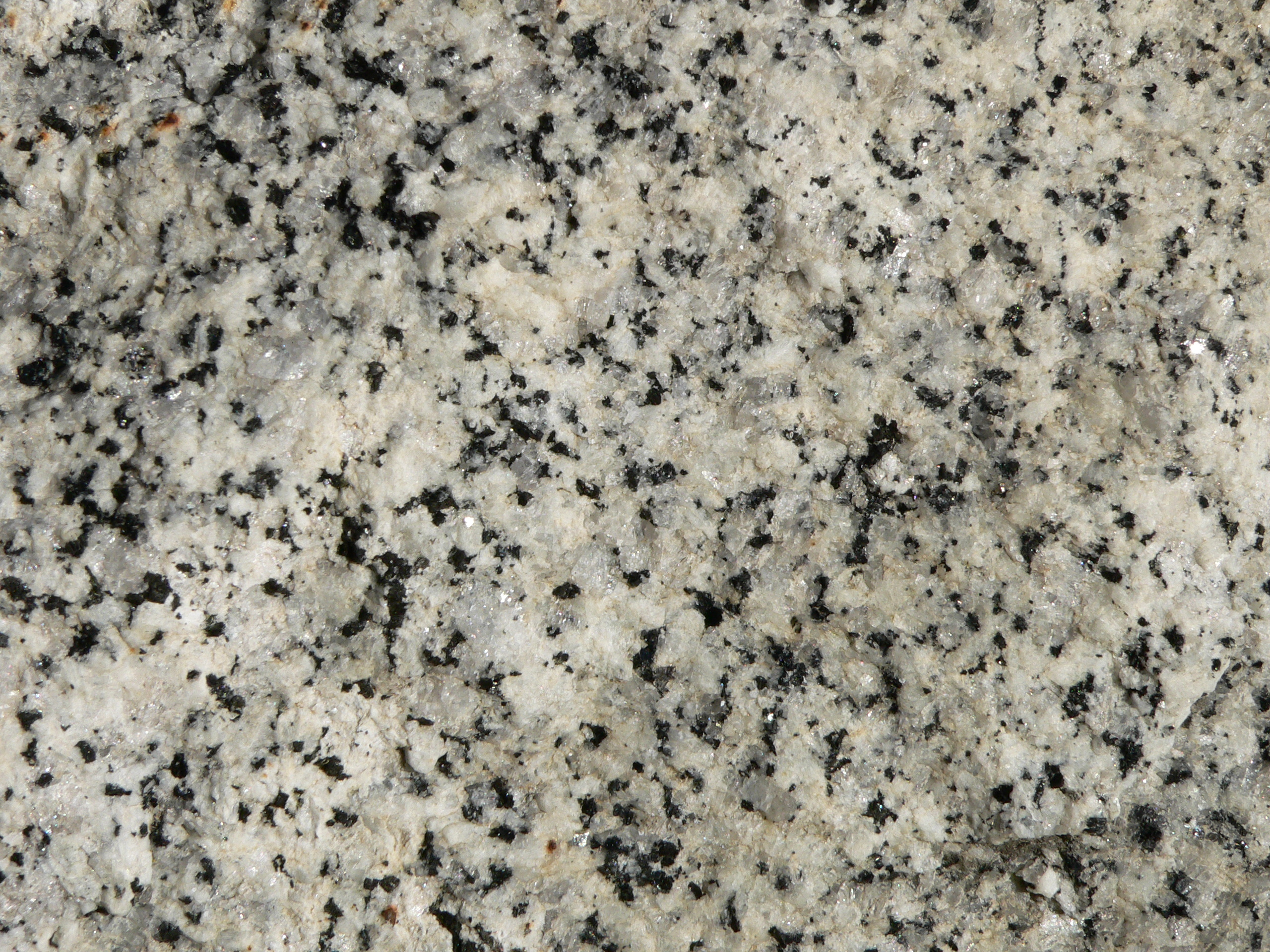
صورة عن قرب للجرانيت، صخرة الفانيريت، من منتزه يوسيميتي الوطني في الولايات المتحدة

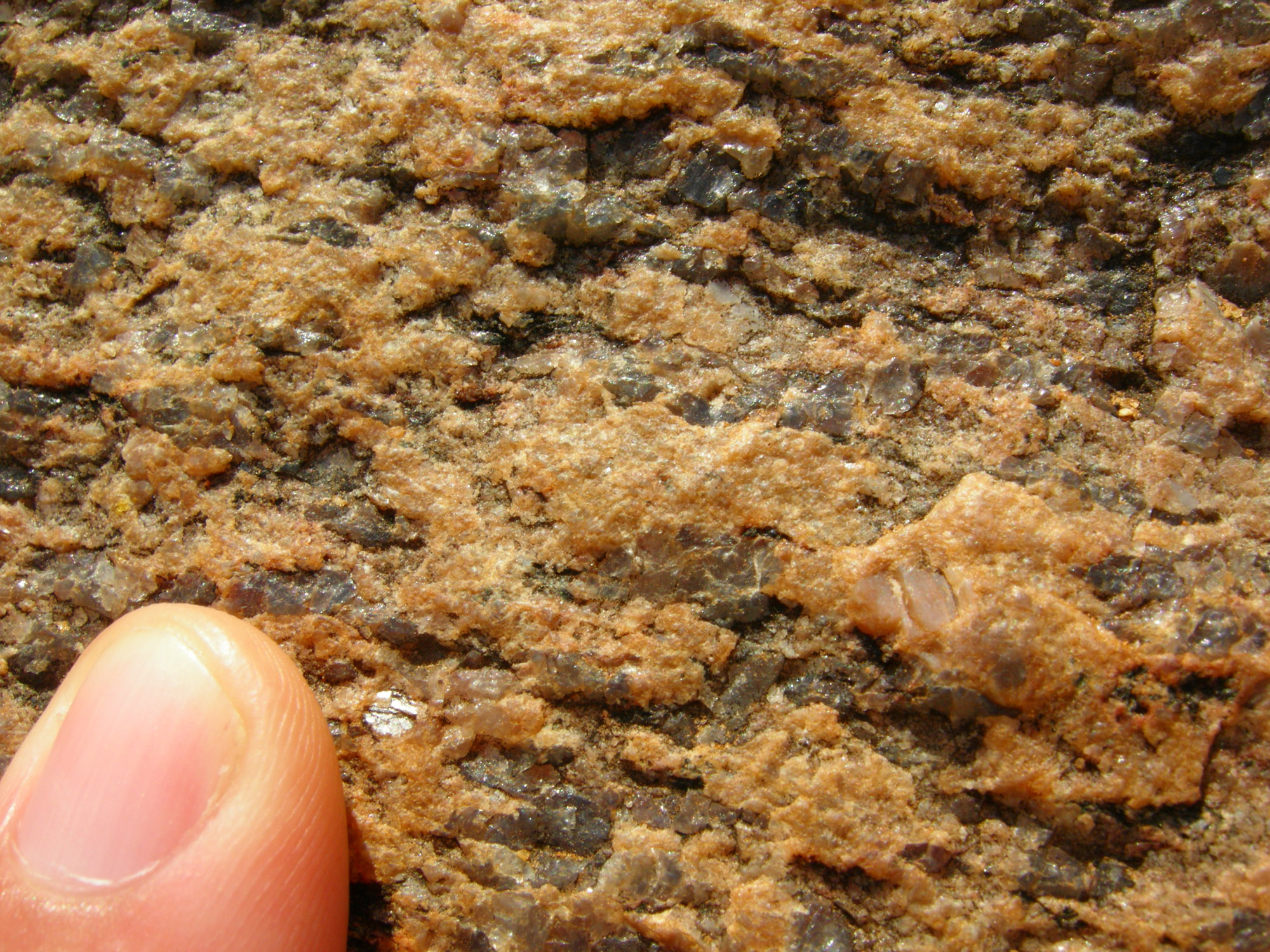
الصورة عن قرب الغرانيت الفانيريتي، مكشوف في تشيناي، الهند

الفانيريت (بالإنجليزية: phanerite)‏ هو من الصخور البركانية التي من الناحية المجهرية للصخور تتكون من بلورات كبيرة بما فيه الكفاية لتكون مميزة بالعين المجردة. (على النقيض من ذلك، فإن البلورات الموجودة في صخرة دقيق البلورات صغيرة جدًا بحيث لا يمكن رؤيتها بالعين المجردة.) يتشكل النسيج الفانيريتي عندما تبرد الصهارة ببطء تحت الأرض في البيئة البلوتونية ، مما يعطي البلورات الوقت لتنمو.
غالبا ما توصف الفانيريت بالخشن المحبب أو البلوري المظهر.